# Toécé (Barsalogho)
Pour les articles homonymes, voir Toécé.
Toécé, parfois orthographié Toéssé, est une localité située dans le département de Barsalogho de la province du Sanmatenga dans la région Centre-Nord au Burkina Faso.

## Géographie
Toécé se trouve à 5 km au sud-ouest de Zongo, à 15 km l'ouest de Barsalogho, le chef-lieu du département, et à environ 40 km au nord de Kaya.

## Économie
L'activité économique principale de Toécé est l'agro-pastoralisme.

## Éducation et santé
Le centre de soins le plus proche de Toécé est le centre de santé et de promotion sociale (CSPS) de Zongo tandis que le centre médical avec antenne chirurgicale (CMA) de la province se trouve à Barsalogho et que le centre hospitalier régional (CHR) est à Kaya.
Toécé possède une école primaire publique.